# Mamadi Kaba
Pour les articles homonymes, voir Kaba.
Mamadi Kaba, né à Kankan le 15 juin 1980, est un joueur de football guinéen. 
Son poste de prédilection est défenseur central. 

## Biographie
Mamadi Kaba est né en Haute Guinée dans la région de Kankan , dès son jeune âge il fut amené dans la capitale guinéenne plus précisément dans un quartier appelé Bonfi.